# Johan van den Acker Textielfabriek
Johan van den Acker Textielfabriek was een van de oudste industriële bedrijven van Nederland, gevestigd in Gemert. Het bedrijf bevond zich ten westen van de kom van deze plaats.
De familie Van den Acker wordt al in oude patentregisters vermeld, namelijk Arnoldus van den Acker als kruidenier, en
Johan van den Acker, die in 1799 werd genoemd als wever, en in 1807 als fabrikeur. Hendrikus van den Acker (Gemert, 1780 - Gemert, 22 maart 1837), oorspronkelijk te boek gesteld als wever, was waarschijnlijk de oprichter van het bedrijf, waarvoor 1807 officieel als oprichtingsjaar werd genoemd. Pas jaren later stond hij te boek als fabrykant. Drie van zijn vijf kinderen zouden het bedrijf voortzetten, te weten Johan (1811-?), Petrus Albertus (1815-1863), en Antonius (1814-1868). Vanaf 1861 zouden de eerste twee broers het bedrijf voortzetten. In 1846 werd een blauwververij gebouwd. Deze werd nog vergroot in 1849 en 1857. Na de dood van de twee broers hebben de twee zonen van Petrus Albertus, Harry en Johan, de zaak voortgezet als Gebr. Van den Acker. In 1889 werkten er tien mannen en negen vrouwen in het werkhuis van de handweefonderneming, in oude lokalen, nauw en laag van verdieping. In 1893 werd het bedrijf opgeheven.
In 1905 maakte Johan van den Acker een nieuwe start met een stoombontweverij die uiteindelijk ruim een eeuw zou blijven voortbestaan.Het bedrijf bleef altijd een familieonderneming, in 1926 werd Weduwe T J Van den Acker-Boerdonk opgevolgd door de twee zonen J A M en H C M. Belangrijkste specialiteit: Ontwerp en productie in eigen beheer van stoffen voor interieurbekleding. Ter gelegenheid van het 200-jarig bedrijfsjubileum in 2007 werd aan het bedrijf het predicaat hofleverancier verleend. Op 21 augustus 2018 werd het faillissement uitgesproken.